# Schizaea
Actinostachys es un género de plantas vasculares pertenecientes a la familia Schizaeaceae.

## Especies
Lista de especies aceptadas:
- Schizaea biroi V.A.Richt.
- Schizaea dichotoma (L.) J.Sm.
- Schizaea digitata (L.) Sw.
- Schizaea elegans (Vahl) Sw.
- Schizaea fistulosa Labill.
- Schizaea fluminensis Miers ex Sturm
- Schizaea incurvata Schkuhr
- Schizaea orbicularis (Baker) C.Chr.
- Schizaea pectinata (L.) Sw.
- Schizaea poeppigiana Sturm
- Schizaea pusilla Pursh
- Schizaea sprucei Hook.
- Schizaea stricta Lellinger